# Crkva sv. Jerolima u Starom Gradu
Crkva sv. Jerolima je rimokatolička crkva u Starom Gradu na Hvaru, na sjevernoj strani starogradske luke.

## Opis
Gotička crkvica sv. Jerolima u Starom Gradu podignuta je uz more na sjeverozapadnom dijelu uvale. Jednobrodna građevina s polukružnom apsidom pokrivena je krovom od kamenih ploča. Na pročelju je dograđen hospicij na kojem je ugrađen reljef sv. Jerolima s natpisom. Na južnom pročelju crkve nalazi se niša s reljefom Gospa od mora koji prikazuje Bogorodicu s Djetetom na prijestolju gotičkog stila. Reljef je oštećen pri napadu Turaka 1571. Nakon tog napada, crkvici je nadograđena kvadratična dogradnja na pročelju - hospicij. Na vrhu pročelja je rozeta u obliku četverolisne djeteline. Iznad portala je reljef sv. Jerolima s lavom u pustinji te natpis na mletačkom narječju: 
U prijevodu:
Sjeverno od crkve, s druge strane šetnice, nalazi se nekadašnji stan za fratre pustinjake - eremitaž. U 17. st. je služio kao konačište za putnike. Kasnije služi kao lazaret za brodove u karanteni, a koji su se sidrili u luci današnjeg gradskog kupališta dok su čekali dopuštenje za ulazak u luku.Od 1966. u zgradi samostana se nalazi restoran Eremitaž koji svojim imenom čuva sjećanje na nekadašnju namjenu.
Treća kuća, iza crkve, je najkasnije sagrađena i to kao ribarsko spremište.

## Povijest
Crkvica je sagrađena prije 1487., možda već u 14. st. (Vrijeme nastanka je 1385. godina. ) Uz crkvu se nalazi eremitaž, kuća – samostan za fratre pustinjake kojeg 1487. osniva svećenik Nikola Barbeta. Nakon 1529. gradi se oratorij za picokare (dominikanke trećeretkinje) koje su trebale stalno boraviti u samostanu no njihov boravak u njemu nije dugo trajao. Nakon njih, samostan nastanjuju svećenici glagoljaši, ali i oni uskoro odlaze jer se njihovom boravku, sredinom 17. st., protive dominikanci. Tada je samostan vjerojatno napušten. Prema legendi, u to se vrijeme od crkve do druge strane uvale zatezao lanac koji je priječio ulaz u luku. Crkva i samostan su bili razoreni u turskom napadu 1571. U obnovi koja je uslijedila, crkvica je dograđena.

## Zaštita
Pod oznakom Z-5086 zavedena je kao nepokretno kulturno dobro - pojedinačno, pravna statusa zaštićena kulturnog dobra, klasificirano kao "sakralna graditeljska baština".

## Galerija
- Hospicij
- Pogled sa istoka
- Reljef nad vratima
- Sv. Jerolim 1925.

## Vanjske poveznice
|  | Zajednički poslužitelj ima još gradiva o temi Crkva sv. Jerolima u Starom Gradu |